# Coppa del Mondo Under-18 3x3 2011
La Coppa del Mondo Under-18 3x3 2011 si sono svolti a Rimini, in Italia, dal 9 all'11 settembre.

## Risultati
| Evento           | Oro           | Argento  | Bronzo   |
| Torneo maschile  | Nuova Zelanda | Bulgaria | Italia   |
| Torneo femminile | Spagna        | Italia   | Giappone |

## Medagliere
| Posiz. | Nazione  | Oro | Argento | Bronzo | Totale |
| ------ | -------- | --- | ------- | ------ | ------ |
| 1      | Spagna   | 1   | 0       | 0      | 1      |
| 1      | Giappone | 1   | 0       | 0      | 1      |
| 3      | Italia   | 0   | 1       | 1      | 2      |
| 4      | Bulgaria | 0   | 1       | 0      | 1      |
| 5      | Giappone | 0   | 0       | 1      | 1      |
| Totale | Totale   | 2   | 2       | 2      | 6      |